# Izsák
Izsák (hongrois : Izsák [ˈiʒaːk]) est une localité hongroise, ayant le rang de ville dans le comitat de Bács-Kiskun.

## Géographie
Izsák se trouve à 28 km au sud-ouest de Kecskemét et à 82 km au sud-est de Budapest.

## Population

### Démographie
Recensements ou estimations de la population :
| 1870  | 1880  | 1890  | 1900  | 1910  |
| ----- | ----- | ----- | ----- | ----- |
| 3 222 | 3 454 | 4 285 | 5 549 | 7 138 |

| 1920  | 1930  | 1941  | 1949  | 1960  |
| ----- | ----- | ----- | ----- | ----- |
| 7 216 | 7 417 | 7 988 | 8 270 | 8 609 |

| 1970  | 1980  | 1990  | 2001  | 2011  |
| ----- | ----- | ----- | ----- | ----- |
| 7 686 | 7 136 | 6 603 | 6 175 | 5 930 |